# Valhascos
Valhascos é uma povoação portuguesa sede da Freguesia de Valhascos do Município do Sardoal, freguesia com 8,34 km² de área e 375 habitantes (censo de 2021), tendo, por isso, uma densidade populacional de 45 hab./km².
As principais atividades económicas são: Olivicultura, silvicultura e agricultura de subsistência.
A freguesia foi criada pelo decreto nº 37.555, de 15/09/1949, com lugares da freguesia do Sardoal.	

## Demografia
A população registada nos censos foi:
| Distribuição da População por Grupos Etários | Distribuição da População por Grupos Etários | Distribuição da População por Grupos Etários | Distribuição da População por Grupos Etários | Distribuição da População por Grupos Etários |
| -------------------------------------------- | -------------------------------------------- | -------------------------------------------- | -------------------------------------------- | -------------------------------------------- |
| Ano                                          | 0-14 Anos                                    | 15-24 Anos                                   | 25-64 Anos                                   | > 65 Anos                                    |
| 2001                                         | 48                                           | 33                                           | 165                                          | 139                                          |
| 2011                                         | 54                                           | 37                                           | 175                                          | 136                                          |
| 2021                                         | 32                                           | 33                                           | 177                                          | 133                                          |

## Património
O património cultural é constituído:
- Igreja Matriz de Nossa Senhora da Graça (inaugurada em 1904)
- Capela de S. Bartolomeu (edifício de pedra tosca que se julga ser datado do século XVI, possivelmente associado ao Caminho de Santiago)
- Fontes dos Mouros, da Meada, de S. João e de Queixoperra
- Moinho de Vento
- “Buraco” do Vento (reza a história que ligava a aldeia dos Valhascos ao castelo de Abrantes)
- Calçada dos Mouros ou Medieval (aproximadamente com 700 metros de extensão).

Este património cultural pode ser visitado todo o ano através do Percurso Pedestre do Sardoal / Via Romana (PR4 SRD) , que é um percurso circular com a distância total de 12,5 Km ou 5,4 Km na versão mais curta (inaugurado em 2014).

## Gastronomia
Em relação à gastronomia tem por base o azeite, pão, vinho e a famosa couve dos Valhascos e pode-se destacar: migas, cozinha fervida com bacalhau ou entrecosto, couve com feijão, caldeirada de cabrito, arroz doce, broas dos santos, fritos do Natal e bolos amassados.

## Festas
Em Agosto realizam-se as Festa de São Bartolomeu e em Setembro as Centenárias Festas em honra da Nossa Senhora da Graça (8 de Setembro), padroeira da aldeia, com procissão pelas ruas da terra. O principal ponto de encontro desta localidade é a Associação Cultural e Desportiva de Valhascos, que foi fundada no dia 26 de Julho de 1984 fruto da enorme união e voluntariado dos Valhasquenses. Dispõe de recinto polidesportivo com iluminação artificial e de sede própria, onde funciona o bar e um espaço de convívio e lazer. Apesar das dificuldades inerentes a estar localizada num meio pequeno, procura desenvolver actividades culturais, desportivas e recreativas onde se incluem as celebres Festas de Verão em honra da Nossa Senhora da Graça (8 de setembro) com tiro aos pratos, torneio de cartas, o sempre divertido clássico de futebol solteiros-casados que se disputa a mais de 50 anos e pela primeira vez, em 2014, o Grande Prémio de Atletismo.